# Karschia nubigena
Karschia nubigena är en spindeldjursart som beskrevs av Lawrence 1954. Karschia nubigena ingår i släktet Karschia och familjen Karschiidae. Inga underarter finns listade i Catalogue of Life.